# Chrysoctenis perpusillaria
Chrysoctenis perpusillaria är en fjärilsart som beskrevs av Eduard Friedrich Eversmann 1847. Chrysoctenis perpusillaria ingår i släktet Chrysoctenis och familjen mätare. Inga underarter finns listade i Catalogue of Life.